# Barrio del Río, delstaten Mexiko
Barrio del Río är en ort i Mexiko, tillhörande kommunen Huixquilucan i delstaten Mexiko. Barrio del Río ligger i den centrala delen av landet och tillhör Mexico Citys storstadsområde. Orten hade 386 invånare vid folkmätningen 2010.